# Tamatou
Tamatou (Tuʻitonganui ko e Tamatou) fut le treizième roi de la dynastie Tuʻi Tonga, aux Tonga. Il régna pendant trois ans lors de la seconde moitié du XIIe siècle. Il ne fut pas une personne réelle, mais une poupée de bois qui fut reconnue officiellement comme Tuʻi Tonga.
Il fut précédé par le roi Talatama, qui décéda sans avoir de fils. Il semblait alors logique que le titre de Tuʻi Tonga soit transmis au frère du monarque défunt, Talaihaʻapepe. Toutefois, le titre se transmettait traditionnellement de père en fils. Talaihaʻapepe fit donc reconnaître une poupée de bois, Tamatou, comme étant symboliquement le fils de Talatama, et Tamatou fut intronisé en grande pompe, avec le titre Tuʻi-Tonga-nui-(ko-e)-tama-tou (« grand roi des Tonga (qui est) une personne faite de bois tou »). Tamatou reçut une épouse, et demeura sur le trône pendant trois ans. Il fut ensuite déclaré « mort », et enterré. Talaihaʻapepe fut reconnu comme étant symboliquement son fils et héritier, et devint le quatorzième roi de la dynastie Tuʻi Tonga.